# 진드기아강
진드기아강(Acari)은 진드기(ticks)와 응애(mites)를 포함하는 절지동물 분류군의 하나이다. 약 5만 종 이상이 알려져 있으며, 현존하는 종은 100만 종 이상으로 추정하고 있다.

## 하위 분류
- 기생진드기상목 (Parasitiformes) 또는 단모류(單毛類)
  - 배기문진드기목 (Opilioacariformes) 또는 배기문아목(背氣門亞目, Notostigmata) - 작은진드기 또는 응애(mites)
  - 사기문진드기목 (Holothyrida) 또는 사기문아목(四氣門亞目, Tetastigmata) - 응애
  - 후기문진드기목 (Ixodida) 또는 후기문아목(後氣門亞目, Metastigmata) - 큰진드기 또는 진드기(ticks)
  - 중기문진드기목 (Mesostigmata) 또는 중기문아목(中氣門亞目, Mesostigmata 또는 Gamasida) - 응애
- 진드기상목 (Acariformes) 또는 복모류(複毛類)
  - 털진드기목 (Trombidiformes)
    - 스파이롤리쿠스아목 (Sphaerolichida)
    - 전기문진드기아목 (前氣門진드기亞目, Prostigmata 또는 Actinedida) - 응애

  - 옴진드기목 (Sarcoptiformes)
    - Endeostigmata
    - 은기문진드기아목 (Oribatida) 또는 은기문아목(隱氣門亞目, Cryptostigmata) - 응애
    - 무기문진드기아목 (無氣門亞目, Acaridida 또는 Astigmata) - 응애